# Tetramesa angustula
Tetramesa angustula is een vliesvleugelig insect uit de familie Eurytomidae. De wetenschappelijke naam is voor het eerst geldig gepubliceerd in 1863 door Motschulsky.